# Company (musical)
Company è un musical del 1970 con musiche di Stephen Sondheim e libretto di George Furth. Il musical, debuttato a Broadway nel 1970, fu candidato a un numero record di quattordici Tony Award e ne vinse sei, tra cui miglior musical.
Quando l'affascinante scapolo Robert compie 35 anni si accorge di non essere più un ragazzino e di non aver mai avuto una relazione seria e duratura nel tempo: a lui non serve una moglie, visto che ha gli amici migliori che un uomo possa desiderare, è libero e felice. Saranno proprio questi amici, coppie sposate e stabili, a far capire a Robert cosa significhi essere sposato, mostrando con i loro comportamenti, idiosincrasie e vezzi, pregi e difetti della vita coniugale. Incapace di mantenere una relazione e angosciato all'idea delle responsabilità, Robert entra in crisi, non riuscendo a prendere una posizione definitiva riguardo al matrimonio, fino ad arrivare all'epifanica realizzazione finale che “ci sono mille motivi per non stare insieme, ma neanche uno per restare da soli”.
Il musical fu uno dei primi nel genere a trattare tematiche adulte e complesse: lo stesso compositore affermò che "per molti anni il teatro di Broadway è stato supportato da persone alto-borghesi con problemi alto-borghesi. Queste persone vanno a teatro per scappare dai loro problemi, e qui trovano Company, che mette davanti a loro i problemi da cui provano a nascondersi."

## Trama
Nei primi anni '90 Sondheim e Furth revisionarono il libretto per renderlo più attuale, eliminando dialoghi datati e cambiando il finale del primo atto. La seguente trama si basa su questa versione.

### Primo Atto
Robert (detto anche Robbie) è un affascinante scapolo che vive a New York, molto amato dai suoi amici e apprezzato dalle signore. Tutti i suoi amici sono coppie sposate o fidanzate: Joanne e Larry, Peter e Susan, Harry e Sarah, David e Jenny, Paul e Amy. Si radunano il giorno del suo trentacinquesimo compleanno per preparargli una festa a sorpresa e, quando Robert non riesce a spegnere tutte le candeline, lo rincuorano e gli dicono che il suo desiderio si esaudirà lo stesso. Ma Robert dice loro di non aver desiderato niente, perché quando qualcuno ha degli amici come loro non c'è nient'altro da desiderare (Company). Da qui la trama si sviluppa in modo non lineare, in una serie di vignette che vedono Robert che va a trovare una delle coppie di amici o da solo con una delle ragazze che frequenta.
Nella prima vignetta Robert è ospite di Sarah e Harry: la prima è una buongustaia a dieta, il secondo un ex alcolista. Con il passare della serata, la coppia comincia a rinfacciare l'uno i vizi dell'altro, finché il marito chiede alla moglie di stenderlo con il karate che sta imparando e, alla richiesta, segue una lotta che potrebbe (o no) essere giocosa. La caustica Joanne (la più anziana, la più cinica e la più divorziata di tutti gli amici) commenta la scena dicendo che sono le piccole cose a far funzionare un matrimonio (The Little Things You Do Together). Quando Sarah va in cucina, Robert chiede a Harry se si è mai pentito di essersi sposato e l'uomo dice di essere sia dispiaciuto che felice di essersi sposato, dato che il matrimonio riesce a cambiare tutto e nulla al tempo stesso (Sorry-Grateful).
Robert va in visita all'attico dei suoi amici Peter e Susan: i due sono così perfetti che il protagonista si stupisce quando gli dicono che stanno per divorziare.
Robert porta della marijuana alla sua serata con i sofisticati Jenny e David e i tre si divertono molto. Marito e moglie chiedono a Robert perché non si è mai sposato e lui risponde che non è contrario all'idea, solo che non ha trovato la persona giusta. Le ragazze con cui esce, Kathy, April e Marta appaiono improvvisamente per rimproveragli la sua leggerezza nei loro confronti (You Could Drive a Person Crazy). Quando Jenny esce dalla stanza, David rivela a Robbie che Jenny non ha davvero apprezzato la droga, dato che è molto all'antica; poi David manda la moglie a cucinare.
Tutti gli amici maschi di Robert gli invidiano la libertà, ma continuano a proporgli della ragazze da incontrare (Have I Got a Girl for You), ma Robbie sta aspettando la donna perfetta, che incorpori assieme tutte le qualità delle sue amiche sposate (Someone Is Waiting).
Robert incontra le tre ragazze con cui esce in tre diversi appuntamenti al parco. La prima è April, un'assistente di volo simpatica ma non molto sveglia. La seconda è Kathy, una ragazza con cui si frequenta occasionalmente da tempo: entrambi ammettono di aver segretamente pensato di sposare l'altro; ridono della coincidenza, ma quando Robert considera seriamente la cosa, Kathy gli dice che sta per trasferirsi a Capo Cod con il nuovo fidanzato. La terza è l'energica Marta, vivace e perdutamente innamorata di New York: la ragazza parla degli argomenti più svariati legati alla città, come la differenza tra "uptown" e "downtown" o la possibilità di riconoscere un o una newyorkese dal suo didietro, con sconcerto di Robert (Another Hundred People).
È la mattina del matrimonio di Amy e Paul, una coppia che dopo aver convissuto per anni è pronta ad ufficializzare le cose. Prima della cerimonia, Amy ha un attacco di panico e comincia un frenetico elenco di motivi per non volersi sposare (Not Getting Married Today), fino a voler annullare il matrimonio; Paul se ne va, furioso, e Robbie, il testimone, cerca di confortarla. Spinto da un impulso improvviso, le chiede si sposarlo e queste parole riportano Amy alla realtà e la ragazza corre dietro al compagno, finalmente pronta a sposarsi con lui.
La scena torna alla festa di compleanno, quando Robert riceve la torta. Ma, prima di spegnere le candeline, questa volta Robbie esprime un desiderio: avere qualcuno che lo sposi, almeno "un po'" (Marry Me a Little).

### Secondo Atto
La scena della festa di compleanno ricomincia: Robert soffia sulle candeline ma ci riesce solo a metà, così gli altri lo aiutano a finire. Le coppie commentano tra di loro ciò che pensano di Robert, in modo più o meno lusinghiero, mentre questi riflette sul suo rapporto con gli amici (Side by Side by Side). In seguito gli ospiti esprimono la loro felicità per aver Robert nelle loro vite (What Would We Do Without You?).
Robert porta April a casa sua per bere qualcosa dopo una serata passata assieme. April complimenta senza sosta l'appartamento, lui la fa sedere sul letto e quando lei viene fuori con il racconto di un'esperienza traumatica riguardante la morte di una farfalla lui si inventa un'esperienza analoga, nell'ovvio tentativo di sedurla. Intanto, le mogli degli amici di Robert si preoccupano perché l'uomo è ancora single e criticano aspramente le ragazze con cui esce, sempre manchevoli di qualche qualità (Poor Baby). Alla fine Robert riesce a portare April a letto: sentiamo i pensieri di Robert e April intercalati ad una musica che esprime e rispecchia l'eccitazione crescente, su cui Kathy danza (Tick-Tock). La mattina dopo April si deve svegliare presto perché ha un volo per Barcellona: Robert la implora di restare, sapendo che tanto non può esimersi dal presentarsi al lavoro, e infatti April insiste che deve andare. Lei però perde tempo, si fa vincere dal sonno, e Robert le ricorda che deve andare: alla fine quando improvvisamente April decide di restare, la reazione di Robbie è di rammarico (Barcelona).
Nella scena successiva, Robert porta Martha nell'attico di Peter e Susan per presentarla ed è stupito che la coppia stia ancora insieme dopo il divorzio. Quando Peter era andato in Messico per il divorzio, da laggiù aveva telefonato a Susan per farsi raggiungere per una vacanza e da allora vivono ancora assieme, dato che entrambi sentono di avere troppe responsabilità per lasciare la vita dell'altro: il divorzio sembra anzi averli rafforzati. Mentre Susan e Martha cucinano, Peter chiede a Robert se ha mai avuto esperienze omosessuali ed entrambi ammettono di sì. Peter sembra suggerire che potrebbero averne una insieme, ma Robert finge di credere che stia scherzando e le donne rientrano con il pranzo.
Larry e Joanne portano Robert in un nightclub, e mentre Larry balla Joanne e Robbie si ubriacano. Joanne rimprovera a Robert di stare a guardare la vita piuttosto che viverla. Si lamenta poi delle donne benestanti (se stessa inclusa), accusandole di annegare nei soldi la paura della morte con attività senza senso, utili solo per riempire la giornata (The Ladies Who Lunch). Anche lei, osserva amaramente, è una di quelle che sta solo a guardare. Quando Larry torna, Joanne, ubriaca, comincia ad insultarlo, ma l'uomo non ci fa caso, spiega a Robert che la ama profondamente e va a pagare il conto. Joanne propone a Robert di iniziare una relazione assicurandolo che si prenderà cura di lui: Robert, anche con sua stessa sorpresa, risponde chiedendo di chi allora si prenderà cura lui. Per Joanne questa è una sorprendente e improvvisa apertura sul proprio intimo da parte di Robert, ma lui nega: ci ha riflettuto da tanto tempo sull'impegno di una relazione stabile, afferma, solo che chiede "che cosa ne ottieni?". Larry torna dalla cassa, Robert ripete ancora più agitato la sua domanda, e Joanne afferma con soddisfazione "Ho appena fatto un grande favore a qualcuno". Questo scambio di battute getta in crisi l'uomo, che si rende finalmente conto della sua terribile solitudine.
Il motivo musicale delle coppie, che ha percorso tutto il musical, ritorna ma a differenza di quanto visto in precedenza stavolta Robert non reagisce con allegria ai loro complimenti e ai loro inviti a venirlo a trovare: urla "stop!" e, mentre gli amici rimangono in esterrefatto silenzio, lui chiede "che cosa ci guadagni?". Robert enumera i pericoli e le trappole che vede nel matrimonio. Gli amici rispondono uno per uno agli argomenti, controbattendo e invitandolo a trovare il coraggio di provare a intraprendere una relazione stabile. Poco a poco le parole di Robert cambiano, fino a che non esprime il desiderio, anche l'urgenza, di avere un'intimità amorosa, seppur con tutti i problemi annessi, e qualcuno con cui affrontare la sfida dell'essere vivo (Being Alive).
La scena della festa ricomincia: gli amici si sorprendono del fatto che l'amico non sia ancora arrivato dopo due ore e si preparano per andarsene. Gli lasciano messaggi in cui gli augurano amore e felicità prima di lasciare l'appartamento. Alla fine, Robert appare, sorride e spegne le candeline.

## Numeri musicali
- "Overture"
- "Company" — Robert e compagnia
- "The Little Things You Do Together" — Joanne e le coppie
- "Sorry-Grateful" — Harry, David and Larry
- "You Could Drive a Person Crazy" — Kathy, April e Marta
- "Have I Got A Girl for You" — Larry, Peter, Paul, David, Harry
- "Someone Is Waiting" — Robert
- "Another Hundred People" — Marta
- "Getting Married Today" — Amy, Paul, Ragazze, Compagnia
- "Marry Me a Little" - Robert

- "Entr'acte" - Orchestra
- "Side by Side by Side"/"What Would We Do Without You?" — Robert e le coppie
- "Poor Baby" — Sarah, Jenny, Susan, Amy, Joanne
- "Have I Got A Girl for You" (Reprise) - Larry, Peter, Paul, David, Harry
- "Tick-Tock" — Kathy
- "Barcelona" — Robert e April
- "The Ladies Who Lunch" — Joanne
- "Being Alive" — Robert
- "Finale Ultimo (Company)" - Robert e compagnia

## Personaggi e interpreti
| Personaggio | Descrizione | Broadway, 1970    | Altri interpreti |
| ----------- | --- | ----------------- | --- |
| Robert      | Il protagonista, noto agli amici con svariati nomignoli (Bob, Bobby, Robbie...), scapolo incallito che festeggia il suo trentacinquesimo compleanno. | Dean Jones        | Antonio Banderas, John Barrowman, David Carroll, Glenn Carter, Patrick Cassidy, George Chakiris, Peter Cousens, Bradley Dean, Raul Esparza, Ed Evanko, Daniel Evans, Tim Flavin, Eric Flynn, Boyd Gaines, David Gaines, Malcolm Gets, Neil Patrick Harris, Larry Kert, Adrian Lester, Norm Lewis, George Maharis, Hugh Panaro, Kurt Peterson, Christopher Sieber, Aaron Tveit, Rupert Young                           |
| Joanne      | L'amica più vecchia e cinica di Robert, di cui è compagna di bevute. Sposata in terze nozze con Larry                                                | Elaine Stritch    | Francesca Annis, Vivian Blaine, Carol Burnett, Anita Louise Combe, Kim Criswell, Anne Francine, Sheila Gish, Haydn Gwynne, Judith Light, Patti LuPone, Karen Mason, Siobhán McCarthy, Donna McKechnie, Debra Monk, Michele Pawk, Louise Pitre, Lynn Redgrave, Hollis Resnik, Angela Richards, Liz Robertson, Jane Russell, Sheila Smith, Marti Stevens, Geraldine Turner, Barbara Walsh, Julie Wilson, Gretchen Wyler |
| Larry       | Il paziente terzo marito di Joanne | Charles Braswell  | Paul Bentley, Ian Gelder, Glyn Kerslake, Richard Kline, Ben Lewis, Jim Walton |
| Harry       | Affabile e amichevole, ma con un problema con l'alcol. Sposato con Sarah                                                                             | Charles Kimbrough | John Barrowman, Stephen Colbert, Damian Humbley, Kenneth Kimmins, David Pittu, Clive Rowe, Christopher Sieber, Scott Waara, Robert Westenberg |
| Sarah       | Studia karate, è ha dieta ma è una mangiatrice compulsiva. Sposata con Harry                                                                         | Barbara Barrie    | Kate Burton, Diana Canova, Mel Giedroyc, Sharon Lawrence, Jill Martin, Jennifer Simard, Martha Plimpton, Marti Stevens, Deborah Van Valkenburgh |
| Amy         | Fragile e nevrotica, va in panico prima delle nozze con Paul                                                                                         | Beth Howland      | Veanne Cox, Cassidy Janson, Alix Korey, Katie Finneran, Sophie Thompson, Alice Ripley, Samantha Spiro, Dilys Watling |
| Paul        | Fidanzato con Amy, ebreo | Steve Elmore      | Danny Burstein, Aaron Lazar, Josh Radnor |
| Peter       | Laureatosi in un'università Ivy League, probabilmente gay. Sposato con Susan.                                                                        | John Cunningham   | Craig Bierko |
| Susan       | Elegante bella del Sud sposata con Peter | Merle Louise      | Connie Booth, Clare Burt, Joy Franz, Jill Paice |
| David       | Elegante ma troppo incline al controllo. Sposato con Jenny.                                                                                          | George Coe        | Kevin Chamberlin, Jon Cryer, Christopher Fitzgerald |
| Jenny       | Dolce, ma all'antica. Sposata con David. | Teri Ralston      | Diana Canova, Anna Jane Casey, Colleen Fitzpatrick, Leila Martin, Patricia Richardson, Emily Skinner, Jennifer Laura Thompson |
| April       | Un'assistente di volo fragile e ingenua, ha una relazione con Robert.                                                                                | Susan Browning    | Christine Baranski, Katie Brayben, Colleen Fitzpatrick, Christina Hendricks, Jane Krakowski, Julia McKenzie, Amy Pietz, Liz Robertson, Virginia Sandifur, Elizabeth Stanley |
| Marta       | Una ragazza scatenata innamorata di New York. Ha una relazione con Robert.                                                                           | Pamela Myers      | Carolee Carmello, La Chanze, Rosalie Craig, Colleen Fitzpatrick, Anna Francolini, Maria Friedman, Debbie Gibson, Leslie Kritzer, Megan Lawrence, Paige O'Hara, Anika Noni Rose, Julia Sutton, Mary Testa |
| Kathy       | Ragazza di campagna che si sente fuori luogo a New York. Ha una relazione con Robert.                                                                | Donna McKechnie   | Charlotte d'Amboise, Antonia Ellis, Cady Huffman, Priscilla Lopez, Suzie Mathers |

## Sviluppo e messe in scena
George Furth scrisse undici atti unici per l'attrice Kim Stanley, un progetto che Anthony Perkins era interessato a dirigere e che sottopose al compagno di allora, il compositore Stephen Sondheim. Dopo averli letti, Sondheim li sottopose ad Harold Prince, che li ritenne un ottimo punto di partenza per un musical: la tematica trattata sarebbe stato il matrimonio moderno nella New York degli anni sessanta.

### Negli Stati Uniti

#### New York

##### Broadway
Dopo il rodaggio iniziale a Boston, Company debuttò all'Alvin Theatre di Broadway il 26 aprile 1970 e rimase in cartellone per 705 repliche e 7 anteprime, prima di chiudere il 1 gennaio 1972. Harold Prince curava la regia, Michael Bennett coreografò la produzione, mentre Boris Aronson firmava le scenografie che, con le loro piattaforme isolate, già suggerivano la solitudine del protagonista. Le recensioni di Boston furono contrastanti, alcuni lamentarono canzoni troppo simili, mentre Variety definì Company un musical per omosessuali, signore e misogini. Il riscontro della critica newyorchese fu decisamente positivo ed unanimi furono le lodi per il cast, che comprendeva Donna McKechnie (Kathy), Susan Browning (April), George Coe (Larry), Pamela Myers (Marta), Barbara Barrie (Sarah), Charles Kimbrough (Harry), Merle Louise (Susan), Beth Howland (Amy) ed Elaine Stritch (Joanne). Il casting del primattore fu più complicato: inizialmente Robert avrebbe dovuto essere interpretato da Anthony Perkins, che però abbandonò le prove per dirigere un dramma teatrale. Dean Jones allora subentrò a Boston e Broadway, ma lasciò la produzione poco dopo il debutto newyorchese: riteneva che il musical avesse una visione troppo nichilista del matrimonio, anche perché lui stava attraversando un divorzio. Il suo sostituto, Larry Kert, lo rimpiazzò stabilmente e i critici furono nuovamente invitati a recensire il nuovo protagonista. Kert fu candidato al Tony Award al miglior attore protagonista in un musical, un onore che solitamente spetta soltanto all'attore in scena durante la notte della prima. Il musical fu candidato ad altri 13 Tony Award, tra cui due alla migliore attrice protagonista (Stritch e Browning), uno al miglior attore non protagonista (Kimbrough) ed altri due alla miglior attrice non protagonista (Barrie e Myers). In totale, il musical vinse sei Tony Award: miglior colonna sonora e migliori versi (Sondheim), miglior libretto (Furth), miglior regia di un musical (Prince), miglior scenografia (Aronson) e, soprattutto, miglior musical. Il 20 maggio 1971 il primo tour statunitense del musical, diretto da Prince, coreografato da Bennett e con le scenografie di Aronson, partì da Los Angeles ed attraversò gli Stati Uniti per un anno, prima di chiudere a Washington nel maggio 1972. George Chakiris interpretava Robert. Nel 1993 il cast originale con Dean Jones si riunì prima a Long Beach poi al Lincoln Center per uno speciale concerto che celebrava il decimo anniversario del musical.
Dopo quarantatré anteprime, il primo revival di Company debuttò al Roundabout Theatre di Broadway il 5 ottobre 1985, con la regia di Scott Ellis e le coreografie di Rob Marshall. Il cast era composto da Boyd Gaines (Robbie), Kate Burton (Sarah), Robert Westenberg (Harry), Debra Monk (Joanne), LaChanze (Marta), Charlotte d'Amboise (Kathy), Jane Krakowski (April), Danny Burstein (Paul) e Veanne Cox (Amy). La Cox fu candidata al Tony per la sua performance e la produzione ricevette una nomination al Tony Award al miglior revival di un musical.
Nel 2006 la versione del musical diretta da John Doyle per la Cincinnati Playhouse in the Park debuttò a Broadway il 29 novembre e rimase in cartellone per 246 repliche fino al 1º luglio 2007. Raúl Esparza interpretava Bobby, Barbara Walsh Joanne. Così come nel suo Sweeney Todd, nel Company di Doyle gli attori facevano anche da orchestra, suonando gli strumenti quando non erano impegnati come interpreti o, come nel caso di Being Alive, accompagnandosi da soli con il proprio strumento. Questa produzione vinse il Tony Award al miglior revival di un musical.
Il regista John Tiffany ha espresso l'intenzione di dirigere una versione gay del musical, con gli amici di Robert rappresentanti come coppie dello stesso sesso. Sondheim concesse al regista di fare una prova e un reading della versione di Tifanny fu proposto al Roundabout Theatre l'8 ottobre 2013; il cast comprendeva: Daniel Evans (Bobby), Alan Cumming (Joanne), Michael Urie (Marta) e Bobby Steggert (Kathy). Sondheim non fu soddisfatto del risultato e il progetto fu accantonato.
Nel marzo 2020 un nuovo revival torna in scena a Broadway per festeggiare il novantesimo compleanno di Stephen Sondheim. L'allestimento è la prima newyorchese della produzione andata in scena a Londra nel 2018 con la regia di Marianne Elliott, in cui il sesso del protagonista viene cambiato e Company ruota intorno alle vicissitudini di una trentacinquenne nella New York contemporanea. Patti LuPone, che aveva già recitato nella produzione londinese, torna ad interpretare Joanne, accanto a Katrina Lenk nel ruolo della protagonista Bobbie (Robert nelle produzioni tradizionali). Il resto del cast comprende: Matt Doyle (Jamie), Claybourne Elder (Andy), Christopher Sieber (Harry), Jennifer Simard (Sarah), Etai Benson (Paul), Christopher Fitzgerald (David), Nikki Renée Daniels (Jenny), Terence Archie (Larry), Greg Hildreth (Peter), Kyle Dean Massey (Theo) e Bobby Conte Thornton (P.J.).

##### Off Broadway
Robert Nigro diresse un revival del musical in scena all'Equity Library Theatre dal 4 al 28 maggio 1978. Dal 3 al 30 marzo 1980 il musical andò in scena al Theatre in the Parks, nel Queens, con Christine Baranski nel ruolo di April e Mary Testa in quello di Marta.
Una terza produzione dell'Off Broadway andò in scena per 20 repliche dal 23 ottobre al 14 novembre 1987, con David Carroll nel ruolo di Bobby.
Dal 7 al 9 aprile 2011 una versione concertistica del musical andò in scena per tre repliche alla New York Philharmonic. Il ricco cast annoverava: Neil Patrick Harris (Robert), Stephen Colbert (Harry), Craig Bierko (Peter), Jon Cryer (David), Katie Finneran (Amy), Christina Hendricks (April), Aaron Lazar (Paul), Jill Paice (Susan), Martha Plimpton (Sarah), Anika Noni Rose (Marta), Jennifer Laura Thompson (Jenny), Jim Walton (Larry) e Patti LuPone (Joanne).

##### Nel resto del Paese
Il musical è stato messo in scena all'Huntington Theatre di Boston dal 21 maggio 15 giugno 1997, con Davis Gaines nel ruolo di Bobby e Karen Mason in quello di Joanne.
Andò in scena all'Helen Haynes Performing Arts Center dal 19 giugno al 19 luglio 1999, con Norm Lewis nel ruolo di Bobby e Donna McKechnie, l'originale Kathy di Broadway, nel ruolo di Joanne.
Dal 17 maggio al 29 giugno 2002 un nuovo revival, diretto da Sean Mathias, andò in scena al Kennedy Center di Washington. Il cast comprendeva: John Barrowman (Robert), Lynn Redgrave (Joanne), Alice Ripley (Amy) ed Emily Skinner (Jenny).
Dal 19 maggio al 6 giugno 2004 una produzione del musical coreografata da Kay Cole andò in scena alla Freud Playhouse di Los Angeles. Il cast comprendeva: Chirstopher Sieber (Robert), Judith Light (Joanne), Amy Pietz (April), Debbie Gibson (Marta), Cady Huffman (Katie) e Jean Louisa Kelly (Amy).
Dal 15 ottobre al 5 novembre 2006 il musical andò in scena al 5th Avenue Theatre di Filadelfia con Hugh Panaro nel ruolo di Robert, mentre nel 2017 il musical torna in scena all'Huntington Theatre di Boston con Aaron Tveit come protagonista.

### Nel Regno Unito

#### Londra
Il musical debuttò nel West End londinese il 18 gennaio 1972, all'His Majesty's Theatre, dove rimase in cartellone per 344 repliche. Molti membri del cast originale di Broadway tornarono ad interpretare i loro ruoli e, tra essi, anche Larry Kert, Donna McKechnie, Elaine Stritch, Beth Howland, Teri Ralston e Steve Elmore; tra i nuovi membri invece si contavano Joy Franz (Susan) e Kenneth Kimmins (Harry). In marzo Julia McKenzie sostituì Carol Richard nel ruolo di Susan e in aprile Antonia Ellis subentrò a Donna McKechnie e Connie Booth a Joy Franz.
Nel 1990, il 2 dicembre, andò in scena al Victoria Palace Theatre per una replica trasmessa radiofonicamente dalla BBC. Il cast era composto da: Nicolas Colicos (Robbie), Angela Richards (Joanne), John Barrowman (Harry), Maria Friedman (Marta), Liz Robertson (April).
Nel 1995 Sam Mendes diresse un revival del musical, in scena alla Donmar Warehouse dal 1º dicembre al 2 marzo 1996; dopodiché, la produzione fu trasferita al Noel Coward Theatre dal 7 marzo al 29 luglio. Il cast era composto da: Adrian Lester (il primo attore nero ad interpretare Robbie), Sheila Gish (Joanne), Sophie Thompson (Amy), Clare Burt (Susan), Anna Francolini (Marta) e Clive Rowe (Harry). Lester e Gish furono premiati con il Laurence Olivier Award per le loro interpretazioni, mentre Mendes vinse il premio alla regia. Il 7 novembre 2010 il cast di questa produzione (con l'eccezione della Gish, morta nel 2005 e sostituita da Haydn Gwynne) tornò a recitare nel musical in uno speciale adattamento concertistico in scena al Queen's Theatre per l'ottantesimo compleanno di Stephen Sondheim.
Nella primavera 2011 il musical va in scena nell'Off West End, alla Southwark Playhouse, con Rupert Young nel ruolo di Robert, Siobhán McCarthy in quello di Joanne e Katie Brayben in quello di April.
Dal dicembre 2018 un nuovo revival del musical va in scena al Gielgud Theatre nel West End, per la regia di Marianne Elliott. In questa produzione, Robert è una donna, Bobbie, interpretata da Rosalie Craig. Patti LuPone torna a recitare sulle scene londinesi per la prima volta in oltre vent'anni nel ruolo di Joanne. April, Marta e Kathy sono diventate tre uomini, Andy, PJ e Theo, interpretati da Richard Fleeshman, George Blagden e Matthew Seadon-Young. Paul ed Amy sono diventati una coppia gay, Paul (Alex Gaumond) e Jamie (Jonathan Bailey). L'allestimento ha vinto il Laurence Olivier Award al miglior revival di un musical.

#### Nel resto del Paese
Dal 3 al 19 maggio 1990 Company va in scena a Manchester con Tim Flavin nel ruolo di Bobby.
Dal 5 dicembre 2011 al 7 gennaio 2012 il musical va in scena al Crucible Theatre di Sheffield, con Daniel Evans (Robert), Francesca Annis (Joanne), Samantha Spiro (Amy), Rosalie Craig (Marta), Damian Humbley (Harry) e Anna Jane Casey (Jenny).
Nel febbraio 2018 va in scena ad Aberdeen, con Oliver Savile (Bobby), Anita Louise Combe (Joanne) e Suzie Mathers (Kathy).

### Produzioni nel resto del mondo
Company è andato in scena anche in Canada (1990), Brasile (2001), Italia (2003), Norvegia (2010), Israele (2011), Perù (2012), Singapore (2012) e Argentina (2013).
La prima spagnola è avvenuta nel novembre 2021 a Malaga, in un allestimento diretto e interpretato da Antonio Banderas nel ruolo del protagonista Robert.

## Premi e riconoscimenti

### Broadway, 1970
| Anno | Premio              | Categoria                                      | Candidato         | Risultato       |
| ---- | ------------------- | ---------------------------------------------- | ----------------- | --------------- |
| 1971 | Drama Desk Award    | Miglior libretto di un musical                 | George Furth      | Vincitore/trice |
| 1971 | Drama Desk Award    | Miglior regia di un musical                    | Harold Prince     | Vincitore/trice |
| 1971 | Drama Desk Award    | Migliori versi                                 | Stephen Sondheim  | Vincitore/trice |
| 1971 | Drama Desk Award    | Miglior colonna sonora                         | Stephen Sondheim  | Vincitore/trice |
| 1971 | Drama Desk Award    | Miglior scenografia                            | Boris Aronson     | Vincitore/trice |
| 1971 | Theatre World Award | Theatre World Award                            | Susan Browning    | Vincitore/trice |
| 1971 | Tony Award          | Miglior musical                                | Miglior musical   | Vincitore/trice |
| 1971 | Tony Award          | Miglior libretto                               | George Furth      | Vincitore/trice |
| 1971 | Tony Award          | Miglior colonna sonora                         | Stephen Sondheim  | Vincitore/trice |
| 1971 | Tony Award          | Migliori versi                                 | Stephen Sondheim  | Vincitore/trice |
| 1971 | Tony Award          | Miglior attore protagonista in un musical      | Larry Kert        | Candidato/a     |
| 1971 | Tony Award          | Miglior attrice protagonista in un musical     | Elaine Stritch    | Candidato/a     |
| 1971 | Tony Award          | Miglior attrice protagonista in un musical     | Susan Browning    | Candidato/a     |
| 1971 | Tony Award          | Miglior attore non protagonista in un musical  | Charles Kimbrough | Candidato/a     |
| 1971 | Tony Award          | Miglior attrice non protagonista in un musical | Barbara Barrie    | Candidato/a     |
| 1971 | Tony Award          | Miglior attrice non protagonista in un musical | Pamela Myers      | Candidato/a     |
| 1971 | Tony Award          | Miglior regia di un musical                    | Harold Prince     | Vincitore/trice |
| 1971 | Tony Award          | Miglior coreografia                            | Michael Bennett   | Candidato/a     |
| 1971 | Tony Award          | Miglior scenografia                            | Boris Aronson     | Vincitore/trice |
| 1971 | Tony Award          | Migliori luci                                  | Robert Ornbo      | Candidato/a     |

### Broadway, 1995
| Anno | Premio           | Categoria                                      | Candidato                     | Risultato   |
| ---- | ---------------- | ---------------------------------------------- | ----------------------------- | ----------- |
| 1996 | Drama Desk Award | Miglior attrice non protagonista in un musical | Veanne Cox                    | Candidato/a |
| 1996 | Tony Award       | Miglior revival di un musical                  | Miglior revival di un musical | Candidato/a |
| 1996 | Tony Award       | Miglior attrice non protagonista in un musical | Veanne Cox                    | Candidato/a |

### Londra, 1995
| Anno | Premio                 | Categoria                                                      | Candidato       | Risultato       |
| ---- | ---------------------- | -------------------------------------------------------------- | --------------- | --------------- |
| 1996 | Laurence Olivier Award | Miglior attore in un musical                                   | Adrian Lester   | Vincitore/trice |
| 1996 | Laurence Olivier Award | Miglior performance in un ruolo non protagonista in un musical | Sheila Gish     | Vincitore/trice |
| 1996 | Laurence Olivier Award | Miglior performance in un ruolo non protagonista in un musical | Sophie Thompson | Candidato/a     |
| 1996 | Laurence Olivier Award | Miglior regia                                                  | Sam Mendes      | Vincitore/trice |

### Broadway, 2006
| Anno | Premio           | Categoria                                      | Candidato                     | Risultato       |
| ---- | ---------------- | ---------------------------------------------- | ----------------------------- | --------------- |
| 2007 | Drama Desk Award | Miglior revival di un musical                  | Miglior revival di un musical | Vincitore/trice |
| 2007 | Drama Desk Award | Miglior attore in un musical                   | Raúl Esparza                  | Vincitore/trice |
| 2007 | Drama Desk Award | Miglior attrice non protagonista in un musical | Barbara Walsh                 | Candidato/a     |
| 2007 | Drama Desk Award | Miglior regia di un musical                    | John Doyle                    | Candidato/a     |
| 2007 | Drama Desk Award | Migliori orchestrazioni                        | Mary Mitchell Campbell        | Vincitore/trice |
| 2007 | Tony Award       | Miglior revival di un musical                  | Miglior revival di un musical | Vincitore/trice |
| 2007 | Tony Award       | Miglior attore protagonista in un musical      | Raúl Esparza                  | Candidato/a     |
| 2007 | Tony Award       | Miglior regia di un musical                    | John Doyle                    | Candidato/a     |

### Londra, 2018
| Anno | Premio                        | Categoria                                       | Candidato                     | Risultato       |
| ---- | ----------------------------- | ----------------------------------------------- | ----------------------------- | --------------- |
| 2018 | Evening Standard Award        | Miglior musical                                 | Miglior musical               | Candidato/a     |
| 2018 | Evening Standard Award        | Miglior regia                                   | Marianne Elliott              | Vincitore/trice |
| 2018 | Evening Standard Award        | Miglior performance in un musical               | Rosalie Craig                 | Vincitore/trice |
| 2018 | Evening Standard Award        | Migliori scenografie                            | Bunny Christie                | Candidato/a     |
| 2019 | Critics' Circle Theatre Award | Miglior musical                                 | Miglior musical               | Vincitore/trice |
| 2019 | Critics' Circle Theatre Award | Migliori scenografie                            | Bunny Christie                | Vincitore/trice |
| 2019 | Laurence Olivier Award        | Miglior revival di un musical                   | Miglior revival di un musical | Vincitore/trice |
| 2019 | Laurence Olivier Award        | Migliore attrice in un musical                  | Rosalie Craig                 | Candidato/a     |
| 2019 | Laurence Olivier Award        | Miglior attore non protagonista in un musical   | Jonathan Bailey               | Vincitore/trice |
| 2019 | Laurence Olivier Award        | Miglior attore non protagonista in un musical   | Richard Fleeshman             | Candidato/a     |
| 2019 | Laurence Olivier Award        | Migliore attrice non protagonista in un musical | Patti LuPone                  | Vincitore/trice |
| 2019 | Laurence Olivier Award        | Miglior regia di un musical                     | Marianne Elliott              | Candidato/a     |
| 2019 | Laurence Olivier Award        | Migliori coreografie                            | Liam Steel                    | Candidato/a     |
| 2019 | Laurence Olivier Award        | Migliori scenografie                            | Bunny Christie                | Vincitore/trice |
| 2019 | Laurence Olivier Award        | Miglior lighting design                         | Neil Austin                   | Candidato/a     |
| 2019 | South Bank Sky Arts Awards    | Miglior produzione teatrale                     | Miglior produzione teatrale   | In attesa       |